# César (titre)
Pour les articles homonymes, voir César.
« César » (en latin Caesar) était l'un des titres des empereurs romains, les situant dans la continuité du dictateur romain Jules César. Le changement du cognomen en titre impérial romain remonte aux années 68-69 dite l'« Année des quatre empereurs ». Le titre, nommé en grec Καῖσαρ (Kaîsar), perdure sous l'Empire byzantin.

## Le titre de César dans l'Empire romain

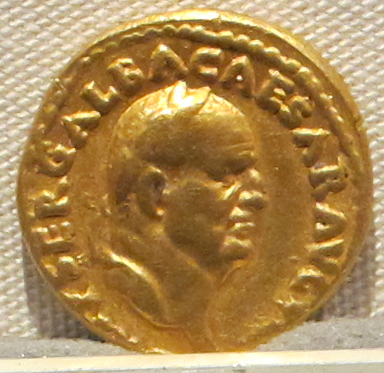
Aureus à l'effigie de Galba, palais Massimo des Thermes.

Suétone désigne sous le nom des douze Césars Jules César et les onze empereurs qui régnèrent de -27 à 96 après J.-C. : Auguste, Tibère, Caligula, Claude, Néron, Galba, Othon, Vitellius, Vespasien, Titus et Domitien, quoique les six derniers de ces princes soient entièrement étrangers à la famille de César.
À partir d’Auguste, Caesar est l’un des praenomina (ce qui vient avant le nomen familial — ce n'est pas l’exact équivalent du prénom) de ses successeurs, en compagnie généralement du titre d’imperator, et c'est Claude, dépourvu de lien d'adoption avec la famille des Julii, qui le premier prend à son accession au pouvoir impérial le nom de Tiberius Claudius Caesar Augustus Germanicus. Il est imité par Galba (Servius Galba Imperator Caesar) en 68, Othon (Imperator Marcus Otho Caesar Augustus) et Vespasien (Imperator Caesar Vespasianus Augustus) durant l'Année des quatre empereurs entre juin 68 et décembre 69.
Au IIIe siècle, les empereurs tentent de pérenniser l'idée dynastique en associant leur successeur désigné, généralement leur fils, avec le titre de César.
En 293, l'empereur Dioclétien introduisit la Tétrarchie : deux « Césars » étaient désignés comme empereurs-adjoints des deux « Augustes ». Cette organisation se dérégla à partir de 306, quand Constantin fut directement proclamé Auguste par les troupes de son défunt père, Constance Chlore.
Constantin Ier réutilise le titre, pour donner un statut d'empereur-adjoint à ses fils et les installer dans certaines régions de l'empire afin de l'y représenter.
Son fils, Constance II, fit Césars ses cousins Gallus, puis Julien. Leur statut était intermédiaire entre celui des Césars de la Tétrarchie et celui des princes héritiers de Constantin : membres de la famille impériale, dotés par là de l'aura plus ou moins magique propre aux empereurs, ils étaient son représentant, disposaient d'un certain pouvoir, mais étaient soumis aussi à un très strict contrôle. Après l'exécution de Gallus pour ses erreurs à Antioche et l'usurpation de Julien, les empereurs après 363 n'eurent plus recours à ce dispositif, et se répartissent le pouvoir entre Augustes. Ainsi, quand Théodose Ier voulut élever son fils Flavius Arcadius sur une première marche du trône, il le fit directement Auguste.
Le titre est utilisé à quelques reprises dans les dernières années de l'Empire romain d'Occident. Majorien est proclamé Auguste par l'armée le 1er avril 457 près de Ravenne, mais le titre lui est contesté par l'empereur d'Orient, qui ne lui reconnaît que celui de César. Passant outre, Majorien prend le titre d'Auguste le 28 décembre 457. Il meurt exécuté par son ex-allié Ricimer, à Tortone, le 7 août 461. L’empereur d'Orient Léon Ier élève Anthémius César en 467 et Jules Nepos est, lui, élevé César par Zénon après le 9 février 474, dernier empereur d'Occident à porter le titre. Élevé Auguste pour l'Occident le 24 juin 474, il est renversé par Oreste le 28 août 475.

## Le titre de César dans l'Empire byzantin
À Constantinople, le titre est porté par Patrice, deuxième fils du général Aspar, qui l'impose comme César à l'empereur Léon Ier en 468. Il en est déchu par les eunuques défenseurs du palais de Léon en 471, contre vie sauve. Ce dernier élève son petit-fils Léon II au titre le 31 octobre 473. Élevé Auguste le 17 novembre 473, il meurt de maladie le 10 novembre 474. L'année suivante Basiliscus élève son fils Marcus au titre pour quelques mois avant de l'élever comme Auguste. Il meurt en exil sur ordre de Zénon en 477.
Héraclius (610-641) renonce à porter les titres de César et d’Auguste et la titulature latine, au profit du titre de basileus. Le titre de César demeure néanmoins dans la titulature byzantine, et vient immédiatement après celui de basileus.
Par ailleurs, la pratique de le conférer aux fils cadets de l'empereur, où à de proches et influents parents de celui-ci, se perpétue, avec par exemple : Alexis Mousélé, beau-fils de Théophile (r. 829-842), Bardas, l'oncle et principal ministre de Michel III (r. 842-867), ou encore Bardas Phocas, le père de Nicéphore II (r. 963-969),. L'octroi du titre au khan bulgare Tervel par Justinien II (r. 685–695, 705–711), pour l'avoir aidé à récupérer son trône en 705, reste un cas exceptionnel,. Le titre est également accordé vers 1081 au frère de l'impératrice Marie d'Alanie, Georges II de Géorgie.
Selon le Klētorologion de 899, les insignia du Caesar byzantin sont une couronne sans croix, et la cérémonie d'octroi du titre (datant de Constantin V) est décrite dans le De ceremoniis (I.43) de Constantin VII Porphyrogénète. Il reste le plus élevé dans la hiérarchie impériale jusqu'à l'introduction de celui de sebastokratōr (composé de sebastos et autokratōr, les équivalents grecs d’Augustus et imperator) par Alexis Ier Comnène (r. 1081-1118), puis de celui de despotēs par Manuel Ier Comnène (r. 1143-1180). Le titre reste utilisé jusqu'aux derniers siècles de l'empire. Sous les Paléologue, il est octroyé à des nobles prééminents, comme Alexis Strategopoulos, mais, à partir du XIVe siècle, il est conféré principalement à des souverains balkaniques (Valachie, Serbie, Thessalie). Dans le Livre des offices du pseudo-Kodinos (mi-XIVe siècle), le titre est placé entre celui de sebastokratōr et celui de megas domestikos

## Empire ottoman

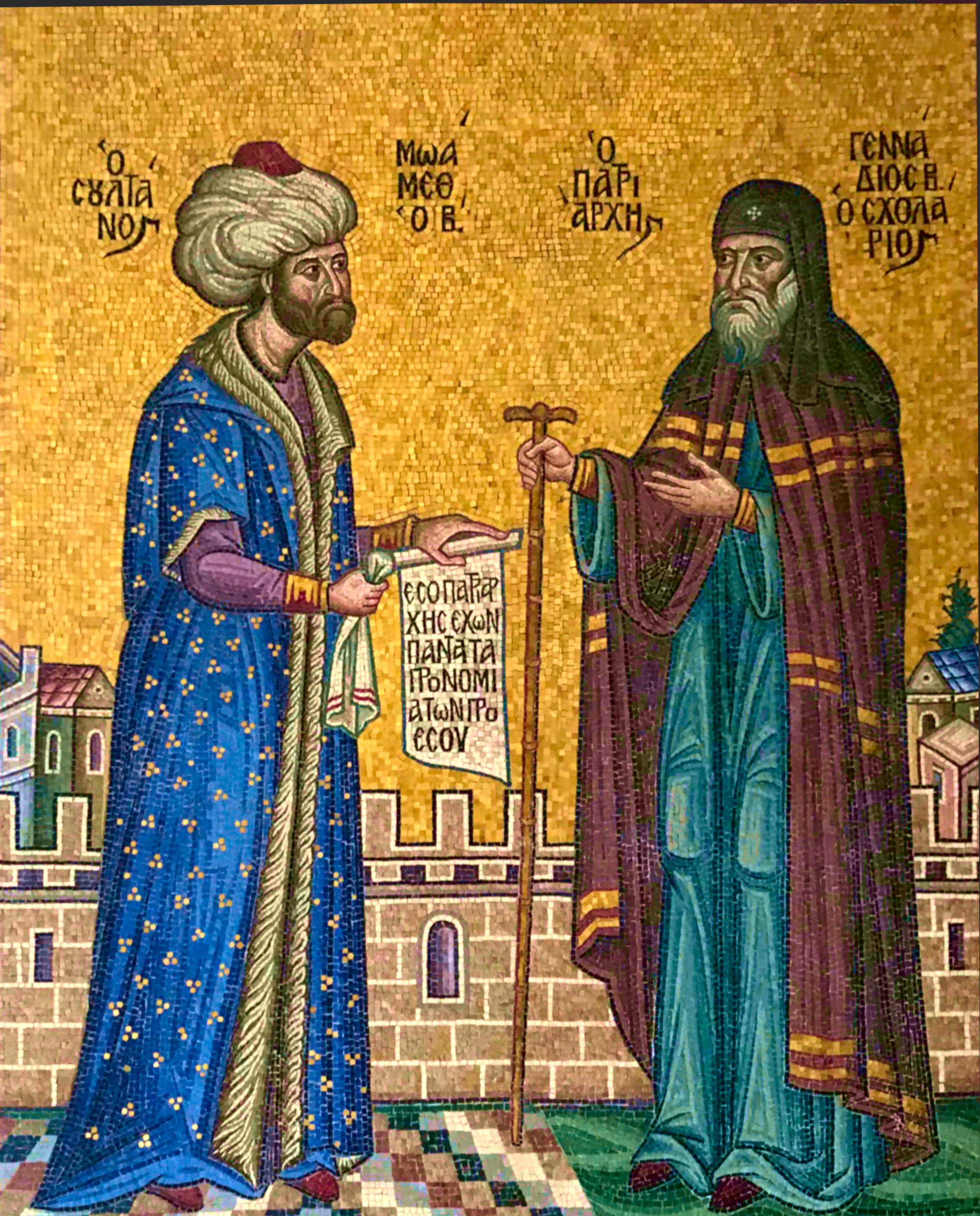
Mehmed II et le patriarche œcuménique de Constantinople Gennadios.

Dans le Moyen-Orient, les Perses et les Arabes ont continué à désigner les empereurs romains et byzantins comme « César » (« Qaysar-i Rūm », « César de Rome », du moyen-persan kēsar).
À la suite de la conquête de Constantinople en 1453, le sultan ottoman Mehmed II victorieux devint le premier des souverains de Empire ottoman à assumer le titre de « César de l'Empire romain » (turc ottoman : قیصر روم Kayser-i Rûm). Ayant conquis l'empire byzantin, il revendique ainsi la succession à l'Empire romain. Son affirmation était que par la possession de la ville, il était empereur, un nouveau dynaste par la conquête, comme cela était arrivé auparavant dans l'histoire de l'Empire. Le savant contemporain Georges de Trébizonde a écrit « le siège de l'Empire romain est Constantinople… et celui qui est et reste empereur des Romains est aussi l'empereur du monde entier ». Gennadius Scholarius, un farouche antagoniste de l'Occident à cause du sac de Constantinople commis par les catholiques occidentaux et des controverses théologiques entre les deux Églises, avait été intronisé patriarche œcuménique de Constantinople-Nouvelle Rome, avec tous les éléments cérémoniels et le statut d'ethnarque (ou « milletbashi ») par le sultan lui-même, en 1454. À son tour, Gennadius II a reconnu Mehmed comme successeur du trône. Mehmed avait également une lignée de sang à la famille impériale byzantine ; son prédécesseur, le sultan Orhan, avait épousé une princesse byzantine, et Mehmed aurait pu revendiquer la descendance de Jean Tzelepes Comnène.
Les sultans ottomans n'étaient pas les seuls dirigeants à réclamer un tel titre : en Europe occidentale, l'empereur Frédéric III du Saint-Empire a remonté sa lignée généalogique jusqu'à Charlemagne, qui a obtenu le titre d'empereur romain lorsqu'il a été couronné par le pape Léon III en 800, bien qu'il n'ait jamais été reconnu comme tel par l'Empire byzantin.

## Postérité
De « César » dérivent après l'époque antique les appellations de certains empereurs ou dirigeants :
- « Kaiser » en Allemagne ; keizer en néerlandais[18] ;
- « Tsar » (orthographié Czar avant 1914) en Russie, Bulgarie et Serbie[19] ;
- « Császár », prononcé « tchassar », en Hongrie ;
- « Kaysar » ou « Kaysar-i-Rûm » dans l'Empire ottoman ;
- « Gesar » au Tibet.

## Dans la légende arthurienne
Un personnage de la Légende arthurienne apparaît sous le nom de « Jules César ». Il est dit, à propos de la « bataille de Carohaise », que Merlin « rendit visite à Jules César » dans une scène qui contribuerait au mythe du magicien, capable de traverser le temps et l'espace. Il s'agit en fait d'une aberration d'interprétation, car l'auteur se réfère au titre de vice-empereur : il s'agit non de « Jules César » mais Jules « le César », en l'occurrence Julius Nepos.